# Ameromyzobia bulyginskayae
Ameromyzobia bulyginskayae är en stekelart som beskrevs av Trjapitzin 1971. Ameromyzobia bulyginskayae ingår i släktet Ameromyzobia och familjen sköldlussteklar.
Artens utbredningsområde är Kuba. Inga underarter finns listade i Catalogue of Life.